# 884年
| 千纪： | 1千纪                                                                                           |
| 世纪： | 8世纪 \| 9世纪 \| 10世纪                                                                        |
| 年代： | 850年代 \| 860年代 \| 870年代 \| 880年代 \| 890年代 \| 900年代 \| 910年代                       |
| 年份： | 879年 \| 880年 \| 881年 \| 882年 \| 883年 \| 884年 \| 885年 \| 886年 \| 887年 \| 888年 \| 889年 |
| 纪年： | 甲辰年（龙年）；唐中和四年；南诏贞明承智大同八年；黄巢金统五年；日本元慶八年                    |

## 大事记
- 朱溫大敗黃巢，黃巢率殘部向東北逃亡中死亡，自此唐帝國已名存實亡，各方節度使形成擁兵自重的局面，其中以宣武節度使朱溫、河東節度使李克用、鳳翔節度使李茂貞、盧龍節度使劉仁恭、鎮海節度使錢鏐、淮南節度副大使楊行密等人勢力最大。

## 逝世
- 7月13日——黄巢，唐朝农民起义领袖
- 12月12日——卡洛曼二世，加洛林王朝的西法蘭克國王，與兄路易三世一同成為西法蘭克的國王，二王共治。（約866年或867年出生，17-18岁）